# Уилсън Грейтбач
Уилсън Грейтбач (на английски: Wilson Greatbatch; 6 септември 1919 г. – 27 септември 2011 г.) е американски инженер и изобретател. Регистрирал е над 350 патента. Член е на националната зала на славата.

## Биография
Уилсън Грейтбач е роден в Бъфало, Ню Йорк, САЩ, в семейството на произхождащ от Англия строителен предприемач и учи в обществено училище. След това отива в армията и участва във Втората световна война като радист. Продължава обучението си в Корнелския университет и става бакалавър по електротехника през 1950 г., а през 1957 става магистър в университета в Бъфало.
Уилсън Грейтбач често се посочва като създател на пейсмейкъра или кардиостимулатора, но той е само един от многото учени, работещи по този проблем през годините. В своята работа обаче той е изобретателят, който е допринесъл съществено в превръщането на този имплант в стандартен прибор за спасяването на човешки животи. Разработената от него специално за пейсмейкъра литиева батерия извършват революция в производството и използването на тези кардиостимулатори. Осигуряването на сигурното, надеждно и дългосрочно действащо захранване, при което отпада необходимостта от чести операции за подмяна на импланта се оказва най-важен фактор за внедряването на тази технология. Като резултат от това годишно около един милион души прибягват при необходимост до имплантирането на пейсмейкър.